# Glyngøre Sogn
Glyngøre Sogn er et sogn i Salling Provsti (Viborg Stift).
Glyngøre Kirke blev indviet 13. april 1919, og samme år blev Glyngøre kirkedistrikt oprettet. Det blev udskilt fra Nautrup Sogn (den største del: området nord for Sallingsundbroen) og Vile Sogn (en mindre del: området syd for Sallingsundbroen). I 1922 blev Glyngøre et selvstændigt sogn.
De to modersogne Nautrup og Vile havde hørt til Harre Herred i Viborg Amt. Glyngøre Sogn fulgte med, da Nautrup-Sæby-Vile sognekommune ved kommunalreformen i 1970 blev indlemmet i Sallingsund Kommune, som ved strukturreformen i 2007 indgik i Skive Kommune.
I 1924 blev Glyngøre-Sæby Pastorat oprettet. I 1969 blev det udvidet til Glyngøre-Sæby-Vile Pastorat, der blev en del af Nordsalling-Fur Pastorat i 2014.
I den sydlige del ligger Vile Møllegård og nogle sommerhusområder samt det tidligere fiskerleje Pinen med Pinen Kro (nu: Pinenhus). Herfra var der færgefart til Plagen på Mors.
I den nordlige del ligger der et industriområde samt en campingplads ved Sundhøj. Derefter følger bebyggelsen Strømhuse med det tidligere Strandgårdens Kunst. Længst mod nord ligger Glyngøre by, der er en tidligere færge- og stationsby.
Året før sognets oprettelse (i 1921) blev der bygget en præstebolig. Dette år havde stationsbyen 602 indbyggere. I 1925 var tallet steget til 621. Ved sognets oprettelse var det 2 afholdshoteller (Pinen Kro og det egentlige afholdshotel ved stationen). På jernbanestationen var der telegrafstation og
postekspedition. Ved færge- og fiskerihavnen var det et skibsbyggeri.
I Glyngøre Sogn findes følgende autoriserede stednavne:
- Glyngøre (bebyggelse)
- Pinen (bebyggelse)
- Strømhuse (bebyggelse)
- Sundhøj (bebyggelse)